# Brazos (Nuovo Messico)
Brazos è un census-designated place (CDP) della contea di Rio Arriba, Nuovo Messico, Stati Uniti. La popolazione era di 44 abitanti al censimento del 2010. La U.S. Route 64 passa attraverso la comunità.

## Geografia fisica
Secondo l'Ufficio del censimento degli Stati Uniti, ha una superficie totale di 0,22 mi² (0,57 km²).

## Società

### Evoluzione demografica
Secondo il censimento del 2010, la popolazione era di 44 abitanti.

### Etnie e minoranze straniere
Secondo il censimento del 2010, la composizione etnica del CDP era formata dal 40,9% di bianchi, lo 0,0% di afroamericani, lo 0,0% di nativi americani, lo 0,0% di asiatici, lo 0,0% di oceaniani, il 56,8% di altre razze, e il 2,3% di due o più razze. Ispanici o latinos di qualunque razza erano il 100,0% della popolazione.